# Парламент Габону
Парламент (фр. Parlement  du Gabon) — законодавчий орган Габону.

## Склад
Сучасний парламент складається з двох палат:
- верхня — Сенат Габону
- нижня — Національна асамблея Габону.

## Повноваження
Сенат у складі 102 сенаторів обирається муніципальними й регіональними радниками. Національна асамблея складається з 120 депутатів, що обираються шляхом загальних прямих виборів при таємному голосуванні строком на 5 років.